# Tiêu Thập Nhất Lang (tiểu thuyết võ hiệp)
Tiêu Thập Nhất Lang (chữ Hán: 蕭十一郎, bính âm: Xiao Shi Yi Lang, tên tiếng Anh: The Eleventh Son) hay còn gọi là Tuyệt Tình Nương là một tiểu thuyết võ hiệp, trinh thám của Cổ Long. Tiểu thuyết võ hiệp này được coi là một trong những tác phẩm tiêu biểu trong thời kỳ sáng tác đỉnh cao của tác giả. Tác phẩm gồm 2 tập, kể về nhân vật mang tên Tiêu Thập Nhất Lang và bạn bè của anh.

## Nội dung
Truyện mở đầu bằng cách giới thiệu nhân vật Phong Tứ Nương, một nữ hiệp có tính cách phóng khoáng. Sau đó, Phong Tứ Nương gặp lại một người bạn cũ là Tiêu Thập Nhất Lang. Phong Tứ Nương muốn đánh cắp Cát Lộc Đao và nhờ Tiêu Thập Nhất Lang giúp đỡ nhưng bị từ chối, nên cô đành phải thực hiện kế hoạch một mình. Trong lúc thực hiện, mưu kế của Phong Tứ Nương bị bại lộ, nhưng vào lúc nguy hiểm nhất Tiêu Thập Nhất Lang đã ra tay cứu kịp thời. Sau khi trốn thoát, Tiêu Thập Nhất Lang mới cho Phong Tứ Nương biết thanh Cát Lộc Đao cô lấy được là giả và pha trò để an ủi cô.
Hai người đến kinh thành và gặp Dương Khai Thái, người đeo đuổi Phong Tứ Nương từ lâu nhưng không được cô chấp nhận. Dương Khai Thái dẫn hai người đến buổi tiệc của Thẩm lão phu nhân, tại đó họ được biết được có kẻ vu oan cho Tiêu Thập Nhất Lang là người lên kế hoạch cướp Cát Lộc Đao. Tiêu Thập Nhất Lang phát hiện được có kẻ tự xưng là Tiểu Công Tử đứng sau chuyện này, anh liền từ biệt Phong Tứ Nương để tìm manh mối, trước khi đi anh khuyên Phong Tứ Nương hãy cưới Dương Khai Thái vì "trên đời không ai tốt với cô hơn hắn đâu".
Trên đường đi, Tiêu Thập Nhất Lang tình cờ phát hiện Tiểu Công Tử đang thực hiện âm mưu bắt cóc con gái của Thẩm lão phu nhân là Thẩm Bích Quân, cũng là vợ sắp cưới của cao thủ nổi tiếng đương thời Liên Thành Bích. Anh ra tay cứu được Thẩm Bích Quân, đồng thời cũng phát hiện Tiểu Công Tử là nữ cải trang nam. Anh đưa Thẩm Bích Quân trở lại Thẩm Gia Trang thì nơi này đã bị thiêu rụi.
Thẩm Bích Quân trúng kế của Tiểu Công Tử, lầm tưởng Tiêu Thập Nhất Lang là kẻ chủ mưu nên làm Tiêu Thập Nhất Lang bị thương, do đó 2 người dễ dàng bị Tiểu công Tử bắt được. Trên đường đi, Tiêu Thập Nhất Lang bất ngờ nhảy xuống vực sâu. Tưởng rằng Tiêu Thập Nhất Lang tự tử, Thẩm Bích quân đã nhảy xuống theo vì cho rằng mình đã có lỗi với anh.
Lúc tỉnh dậy cô phát hiên mình đang nổi trên một đầm lầy, nơi bùn ở đó có tác dụng trị thương. Dòng chảy của bùn đã đưa hai người đến ngôi nhà bí mật của Tiêu Thập Nhất Lang. Hai người nảy sinh tình cảm nhưng Tiêu Thập Nhất Lang quyết định đưa Thẩm Bích Quân về gặp Liên Thành Bích và chia tay nhau. Sau đó Thẩm Bích Quân tình cờ biết được Liên Thành Bích có ý định giết Tiêu Thập Nhất Lang, cô đã giúp anh thoát khỏi nguy hiểm. Trên đường trốn chạy, hai người ngất đi, lúc tỉnh dậy thì phát hiện mình đang ở dinh thự của một người tự xưng là Thiên Công Tử, trong nhà có một mô hình nhà cửa, con người thu nhỏ.
Sau khi uống một ly trà, hai người tiếp tục ngất đi, sau khi tỉnh dậy họ thấy mình đang ở trong một thế giới đồ chơi, nơi những mô hình họ thấy trong nhà của Thiên Công Tử lớn như nhà thật và những mô hình người biến thành người thật. Sau một thời gian tìm hiểu, Tiêu Thập Nhất Lang phát hiện tất cả chỉ lá một cái bẫy của Thiên Công Tử nhằm giam giữ những người bắt được.
Tiêu Thập Nhất Lang dẫn Thẩm Bích Quân trốn thoát khỏi nhà của Thiên Công Tử, trên đường đi họ gặp đám cưới của Phong Tứ Nương và Dương Khai Thái. Dương Khai Thái phàn nàn Phong Tứ Nương về việc cô nhảy khỏi kiệu hoa để gặp Tiêu Thập Nhất Lang, làm cô tức giận bỏ đi. Trong lúc đó Thẩm Bích Quân bị Thiên Công Tử, ngoại hiệu thật là Tiêu Dao Hầu, ép phải phục tùng hắn ta, nếu không hắn sẽ giết Tiêu Thập Nhất Lang. Lo sợ Tiêu Thập Nhất Lang không địch nổi Tiêu Dao Hầu, cô giả vờ gây chuyện với Tiêu Thập Nhất Lang rồi bỏ đi. Tiêu Thập Nhất Lang biết chuyện, tìm tới dinh thự của Tiêu Dao Hầu cứu Thẩm Bích Quân. Anh cùng Tiêu Dao Hầu kéo nhau ra bờ vực quyết chiến, nơi họ mất tích ở đó...
Trận chiến định mệnh giữa Tiêu Thập Nhất Lang và Tiêu Dao Hầu đã kết thúc như thế nào thì không ai có thể biết được. Vì tất cả những người đến nơi giao đấu thì không còn thấy tung tích của ai. Tiêu Thập Nhất Lang, một gã lãng tử hoàn toàn đơn độc, bị giang hồ vu oan gán cho ác danh đại đạo đã biến mất, và chắc cũng không mấy ai thương tiếc chàng ngoại trừ Phong Tứ Nương và đệ nhất mỹ nhân Thẩm Bích Quân. Cả hai đều là mỹ nhân, là hai vưu vật của võ lâm, nhưng cũng đều nén giấu trong trái tim mình hình ảnh của gã đại đạo này.
Hai năm sau, Tiêu Thập Nhất Lang lại xuất hiện trên giang hồ, nhưng chàng ta đã hoàn toàn biến đổi, biến đổi một cách đáng sợ, biến đổi đến nổi ngay cả những người thân thiết nhất, tin cậy của chàng không tin cũng phải tin... Vậy là trong trận chiến định mệnh ấy ai đã thắng? Nếu đã thắng tại sao lại biệt tích trong thời gian dài, và tại làm sao lại biến đổi như vậy. Quá nhiều nghi vấn đặt ra. Ngoài ba nhân vật chính diện là Tiêu Thập Nhất Lang, Thẩm Bích Quân và Phong Tứ Nương, tất cả các nhân vật khác đều không thể phân định chính - tà ngay từ đầu, mà phải trải qua nhiều tình tiết, có khi đến cuối truyện chân tướng của họ mới lộ rõ.
Truyện đã đề cao và ca ngợi ba thứ tình cảm trong thiên hạ: một thứ tình cảm mạnh mẽ, luôn luôn tin cậy, sẵn sàng hy sinh tất cả; một thứ tình cảm khác nóng bỏng, dồn dập như tình yêu thực chất nhưng ngọn lửa hờn ghen luôn che mờ lý trí, thiêu đốt hai con người yêu nhau; và cuối cùng là một thứ tình cảm trong sáng gắn bó giữa hai con người đã có một khoảng thời gian hoạn nạn bên nhau.

## Xuất xứ
Tiêu Thập Nhất Lang ban đầu vốn là một kịch bản phim, sau kịch bản này khi dựng thành phim lại tiếp tục được Cổ Long bổ sung thêm để trở thành một tiểu thuyết. Vì vậy, Tiêu Thập Nhất Lang đầy kịch tính và những tình tiết bất ngờ.

## Kết cấu
Tiêu Thập Nhất Lang xuất bản tiếng Việt thành hai phần: Tiêu Thập Nhất Lang (hay còn gọi Tuyệt Tình Nương) và Hỏa tinh Tiêu Thập Nhất Lang.
Phần 1 gồm 25 hồi
| - 1. Bàn tay tình nhân - 2. Ống chân của Phi đại phu - 3. Tiếng ca giữa đêm - 4. Cát Lộc đao - 5. Người đàn bà khó tính - 6. Lòng dạ người đẹp - 7. Khí phái Thẩm thái quân - 8. Bí mật của Ưng vương | - 9. Khuynh quốc khuynh thành - 10. Sát cơ - 11. Thiếu nữ và cường đạo - 12. Cuộc hôn nhân chết người - 13. Thu đăng - 14. Lôi điện song thần - 15. Nhà của Tiêu Thập Nhất Lang - 16. Ruột gan đứt đoạn | - 17. Lòng dạ người quân tử - 18. Chạy thục mạng - 19. Mưu chước thần diệu - 20. Thế giới đồ chơi - 21. Chân tình bộc lộ - 22. Một đêm dài nhất đời - 23. Cô dâu động trời - 24. Tình này thôi đợi thành ký ưc - 25. Tịch dương đẹp làm sao |

## Đánh giá
Nhiều nhà nghiên cứu về Cổ Long đã cho rằng tiểu thuyết này chịu ảnh hưởng của loạt truyện, phim về điệp viên 007 của phương Tây. Dầu vậy, ở Tiêu Thập Nhất Lang, người đọc vẫn thấy lấp lánh những yếu tố của truyện võ hiệp phương Đông. Ở Việt Nam, Công ty văn hóa Phương Nam đã mua bản quyền và hợp tác sản xuất cùng Nhà xuất bản Văn Nghệ xuất bản bộ tiểu thuyết này (trọn bộ 2 tập). Chuyển thể thành phim cát lộc bảo đao.

## Chuyển thể
- Tiêu Thập Nhất Lang (phim 1971)
- Phim truyền hình 2002
- Phim 2016